# Plavno
Plavno – wieś w Chorwacji, w żupanii szybenicko-knińskiej, w mieście Knin. W 2011 roku liczyła 253 mieszkańców.